# مالخاز زارکوا
مالخاز زارکوا (زاده ۱۹ فوریه ۱۹۸۶ در زوگدیدی) کشتی‌گیر آزاد گرجستانی است. او در ۶۰ کیلوگرم آزاد در بازی‌های المپیک تابستانی ۲۰۱۲ شرکت کرد؛ پس از مغلوب کردن واسیل فدوریشین در یک هشتم نهایی، توسط کولمان اسکات در یک چهارم نهایی حذف شد.